# Jaroslav Vondrák
Jaroslav Vondrák (8. prosince 1881 Smíchov – 2. října 1937 Praha) byl český architekt a stavitel. Známým se stal jako ideový autor pražské vilové čtvrti Ořechovka, v níž si také navrhl a postavil vlastní vilu.

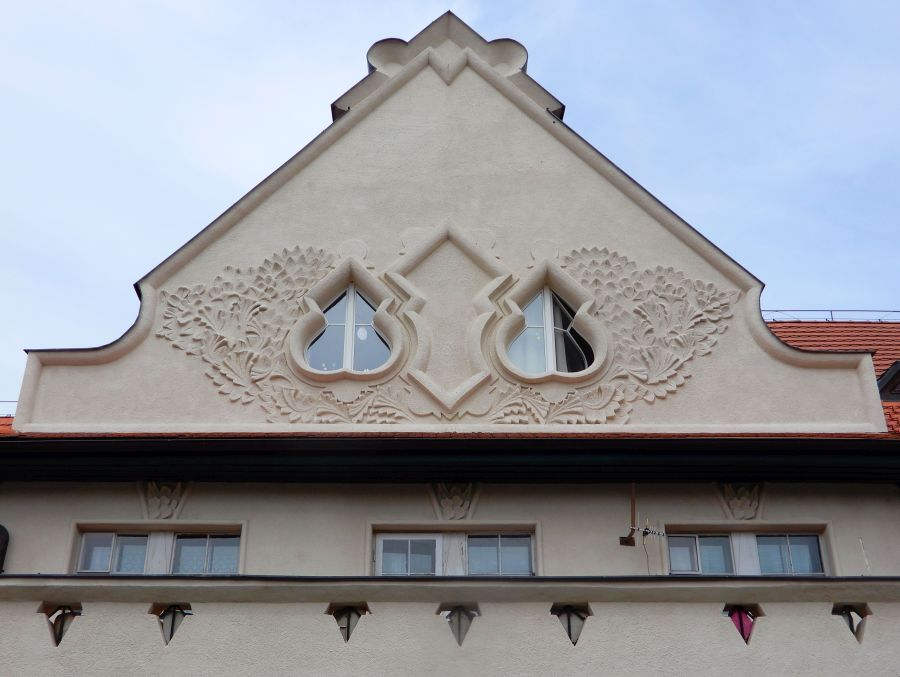
Štít a balkóny budovy Na Ořechovce

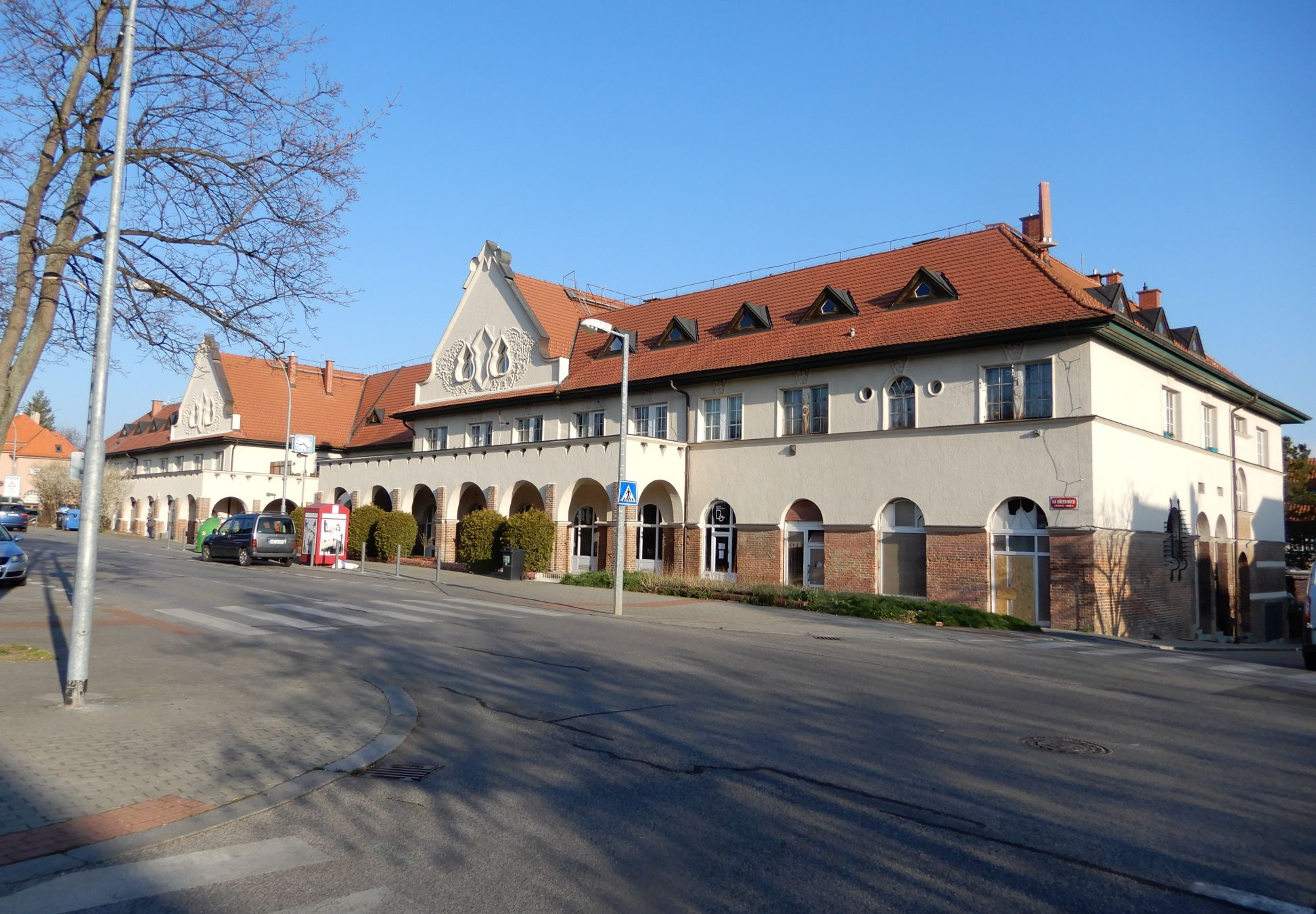
Ořechovka – ústřední budova (2020)

## Život
Jeho rod pocházel z Pardubického kraje, z vesnice Telčice, která byla až po jeho smrti sloučena se sousedními Chvaleticemi. Jaroslav se však narodil na Smíchově v rodině zámečníka Jana Vondráka a jeho ženy Kateřiny roz. Jirsové.
Architekturu vystudoval u profesora Jana Kotěry na Uměleckoprůmyslové škole v Praze. 11. února 1911 získal stavitelskou koncesi na Vinohradech. Téhož roku (24. července 1911) si ji dal převést do Bubenče., kde stavěl společně s kolegou Janem Šenkýřem nájemní domy. Ve dvou z nich postupně bydlel s manželkou Marií, rozenou Vaňkovou, a synem Jaroslavem (* 1911), než pro svou rodinu postavil vilu ve Střešovicích, vedle vily svého staršího kolegy Aloise Dryáka. Vondrákovy projekty měly široký rejstřík stylů od secesního domu s plochou fasádou, zdobenou střídmým reliéfním dekorem, přes užitkový sériový dům, funkcionalismus až po art deco (Ořechovka).

## Spolky
Od roku 1905 byl členem SVU Mánes, v roce 1913 z něj vystoupil.

## Dílo
- 1904 nájemní dům čp. 32, Vinohradská třída 91, Praha 2 – Vinohrady (původní adresa Jungmannova 32, Praha XII)
- 1905 nájemní dům čp. 1417, U Kanálky 1, Praha 2 – Vinohrady
- 1906 secesní nájemní dům čp. 673, Kamenická 5, Praha 7 – Holešovice[6]
- 1908 soutěžní návrh na záložnu v Čáslavi
- 1908 soutěžní návrh na spořitelnu v Dvoře Králové
- 1909 soutěžní návrh na Letenský průkop v Praze
- 1909 soutěžní návrh na dostavbu Staroměstské radnice
- 1911 nájemní dům čp. 346, nároží Bubenečské a Čsl. armády 2, Praha 6 Bubeneč (v něm Vondrák s rodinou také bydlel, od roku 1912 [7]
- 1911 nájemní domy čp. 345 Čsl. armády 4 a čp. 347 Bubenečská, Praha 6 – Bubeneč
- 1911–1912 nájemní domy čp. 364 Ovenecká 27, Praha 7 – Holešovice; čp. 374–376, Praha 6 – Dejvice (?)
- 1920–1921 Ústřední dům Ořechovka, Praha 6 – Střešovice, čp. 250, Na Ořechovce 30b (obchody, kino, restaurace, kavárna a vinárna, ordinace lékařů, knihovna, pošta a spolková místnost)[8]; stavělo svým nákladem konsorcium architektů, stavbu i výzdobu interiérů projektoval Jaroslav Vondrák a vedl jeho mladší kolega Antonín Jednorožec. Již 23. ledna 1923 referoval týdeník Filmová Praha, že se otevírá kino[9].
- 1922-1923  Vila Kubištova-Burešových Na Ořechovce čp. 477/59
- 1923–1924 Vlastní vila, Praha 6 – Střešovice, čp. 488, Západní 21.[10]

## Galerie

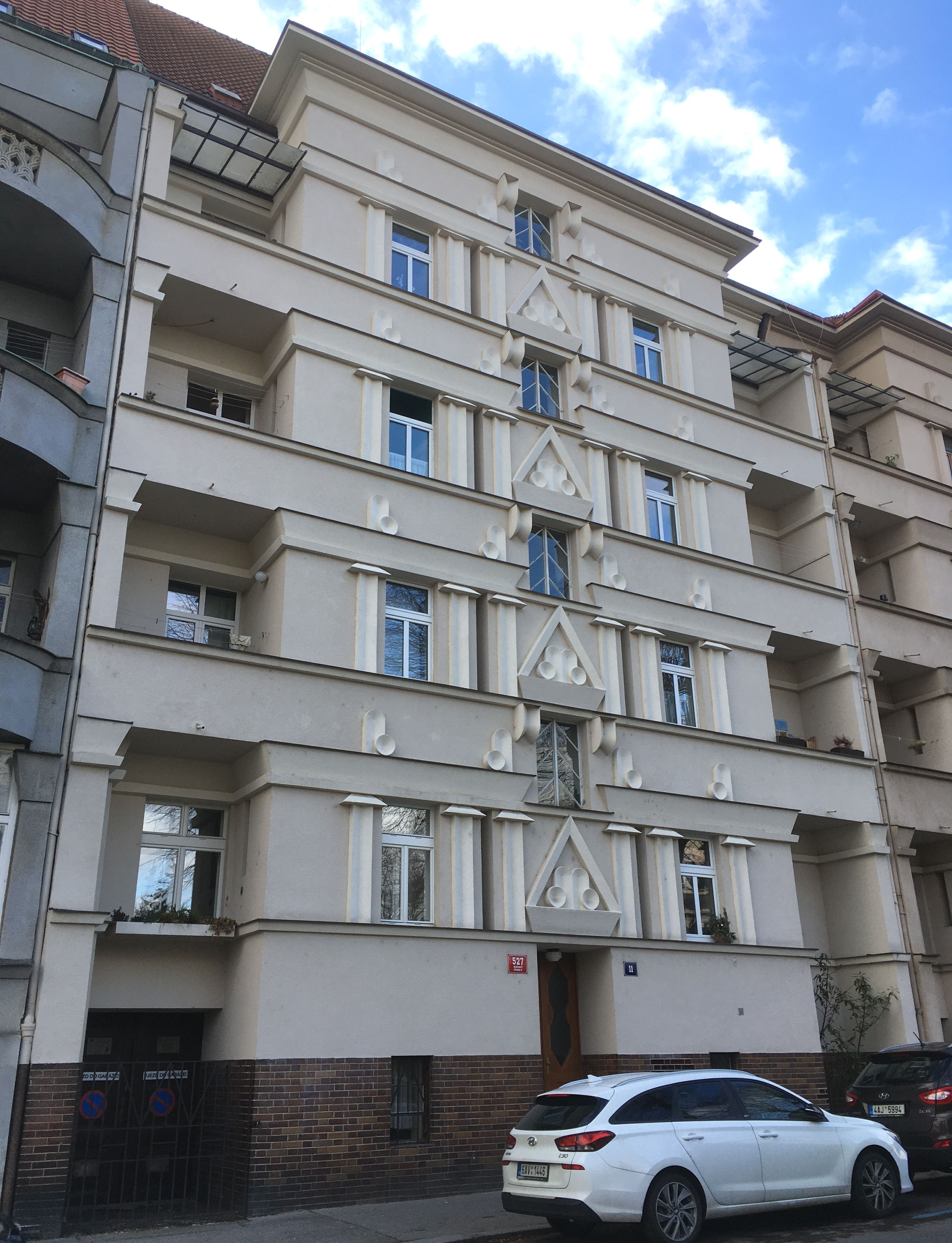
Dům Českomalínská čp.527/11
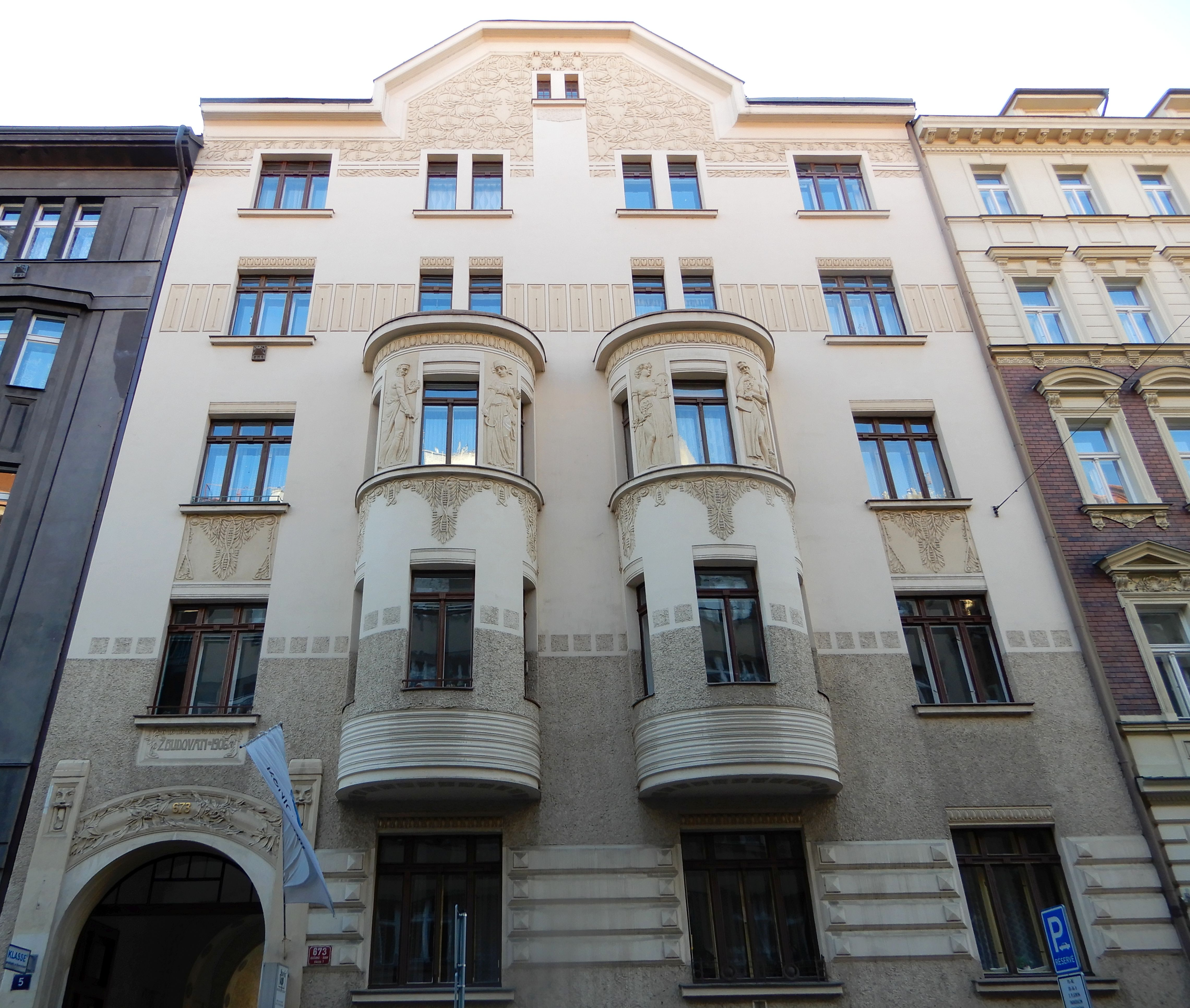
Dům Kamenická čp. 673-5
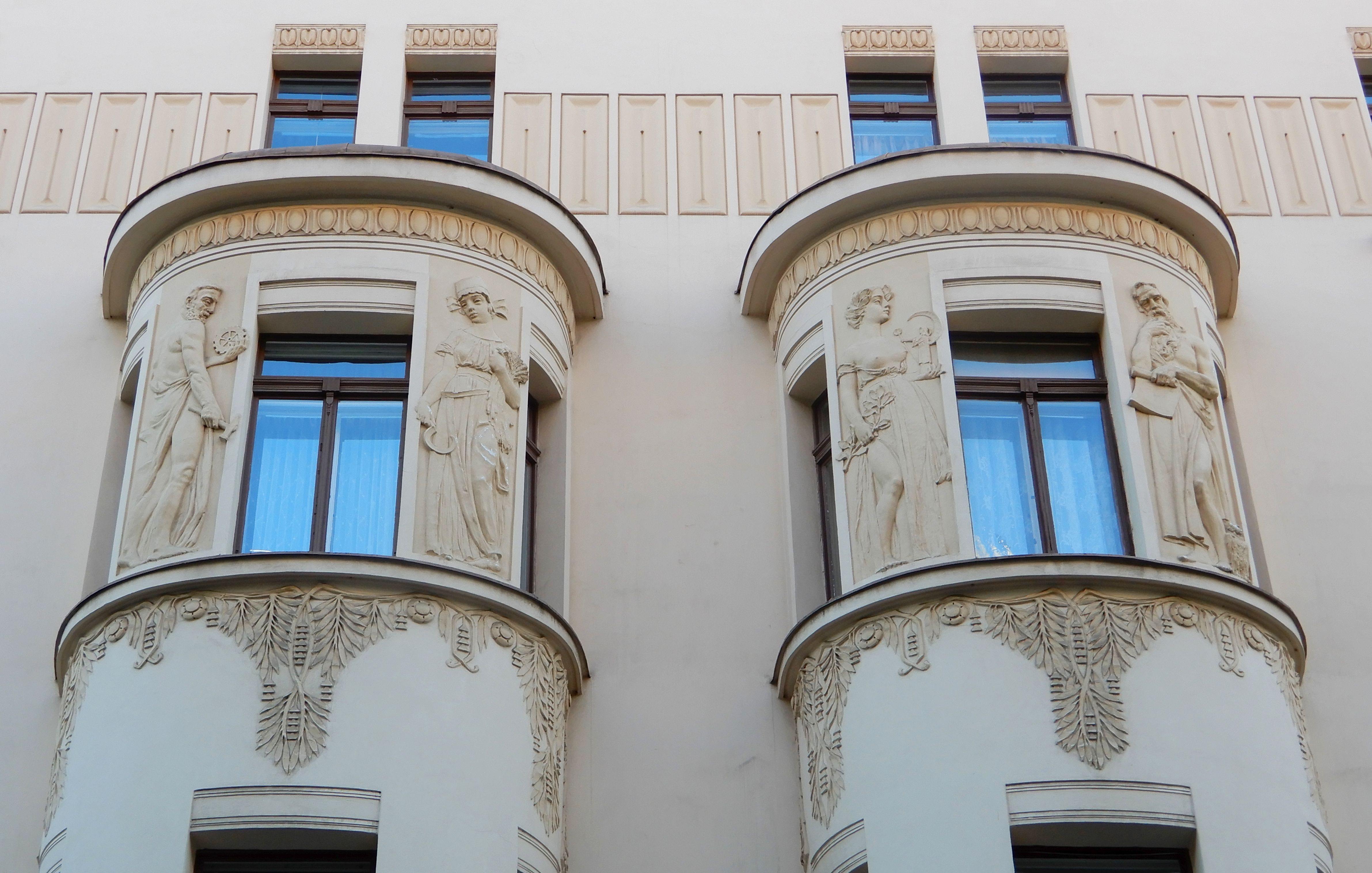
Dům Kamenická čp. 673-5; fasáda s lodžiemi
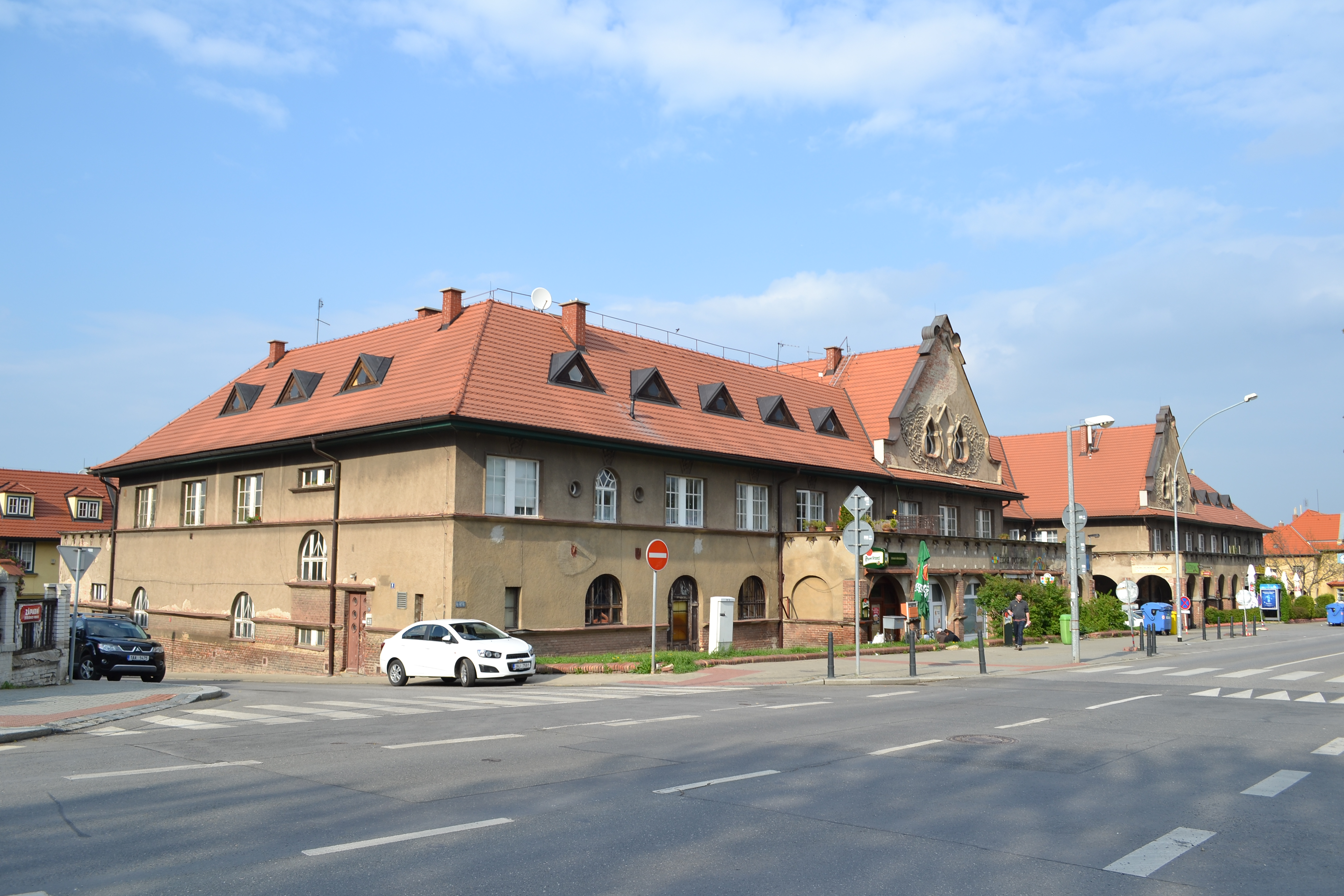
Ústřední budova Ořechovka
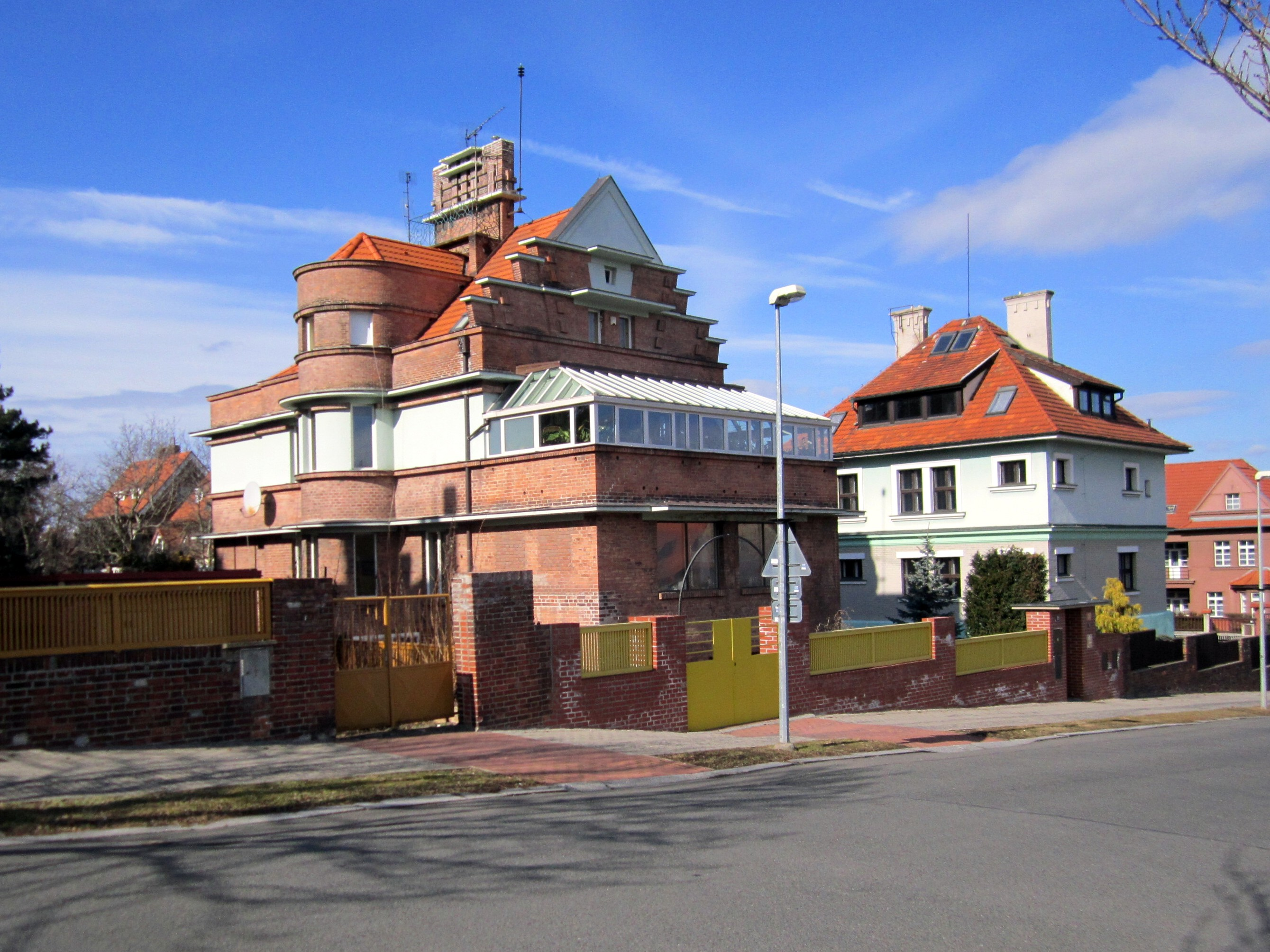
Vondrákova vila (současný stav), za ní Španielova vila
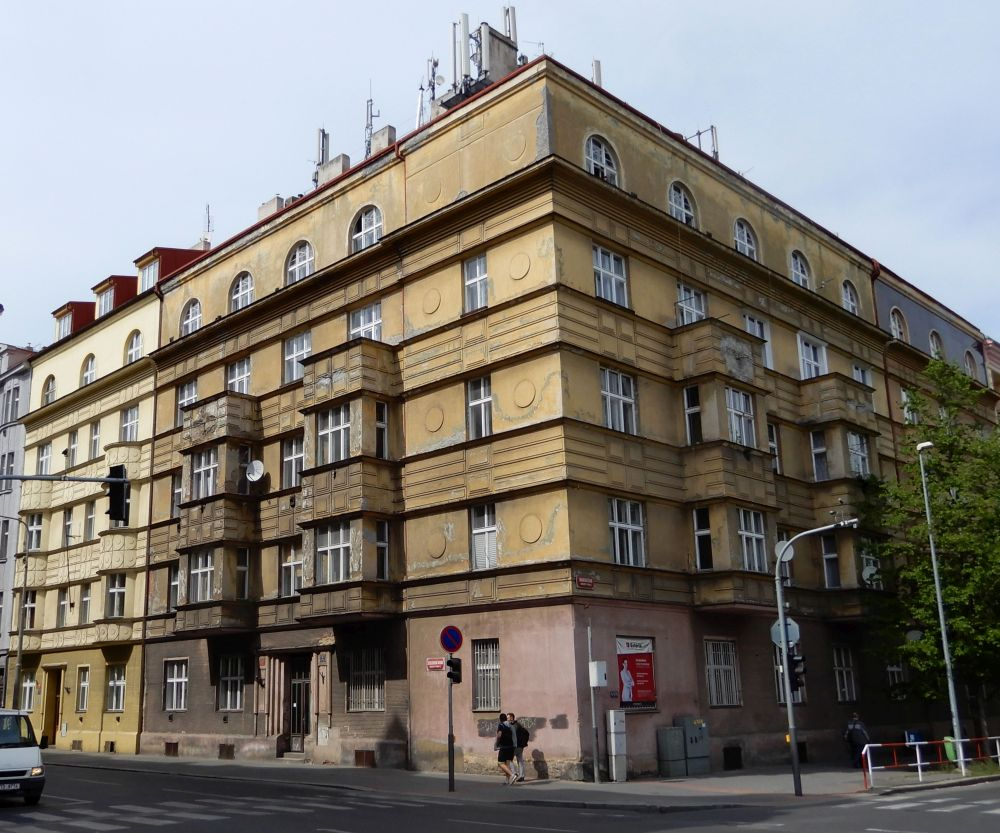
Domy čp. 345, 346, 347, Bubeneč